# Aca (Toreut)
Aca war ein antiker römischer Toreut (Metallbildner), wahrscheinlich in der zweiten Hälfte des 1. Jahrhunderts in Gallien tätig.
Aca ist heute nur noch aufgrund eines Signaturstempels auf einer Bronzekasserolle bekannt. Diese wurde in Rickenbach in Zürich in der Schweiz gefunden. Heute befindet sich das Stück in Brunnen SZ in Privatbesitz.

## Einzelbelege
1. ↑  Richard Petrovszky: Studien zu römischen Bronzegefäßen mit Meisterstempeln. Leidorf, Buch am Erlbach 1993, S. 188, Nr. A.02.01; CIL 3/2, 10027,60.

| Personendaten    | Personendaten                              |
| ---------------- | ------------------------------------------ |
| NAME             | Aca                                        |
| KURZBESCHREIBUNG | antiker römischer Toreut                   |
| GEBURTSDATUM     | 1. Jahrhundert v. Chr. oder 1. Jahrhundert |
| STERBEDATUM      | 1. Jahrhundert oder 2. Jahrhundert         |